# Bang Krang
Bang Krang (tiếng Thái: บางกร่าง, phát âm [bāːŋ kràːŋ]) là một trong mười phó huyện (tambon) của huyện Mueang Nonthaburi, thuộc tỉnh Nonthaburi, Thái Lan. Phó huyện xung quanh (theo chiều kim đồng hồ) là Bang Rak Noi, Sai Ma, Bang Si Mueang, Bang Si Thong, Bang Khanun, Bang Khun Kong, Bang Khu Wiang và Bang Len. Vào năm 2020, tổng dân số ở đây là 31.954 người.

## Phân cấp hành chính

### Hành chính trung tâm
Phó huyện được chia thành 10 làng (muban).
| No. | Tên                    | Tiếng Thái       |
| --- | ---------------------- | ---------------- |
| 01. | Ban Bang Krang         | บ้านบางกร่าง       |
| 02. | Ban Bang Krang         | บ้านบางกร่าง       |
| 03. | Ban Bang Krang         | บ้านบางกร่าง       |
| 04. | Ban Bang Krang         | บ้านบางกร่าง       |
| 05. | Ban Bang Nang Kroek    | บ้านบางนางเกริก    |
| 06. | Ban Bang Nang Kroek    | บ้านบางนางเกริก    |
| 07. | Ban Bang Krang         | บ้านบางกร่าง       |
| 08. | Ban Wat Khwan Mueang   | บ้านวัดขวัญเมือง     |
| 09. | Ban Bang Rahong        | บ้านบางระโหง      |
| 10. | Ban Wat Pracha Rangsan | บ้านวัดประชารังสรรค์ |

### Hành chính địa phương
Khu vực phó huyện được chia thành hai tổ chức hành chính địa phương.
- Thị trấn Bang Krang (tiếng Thái: เทศบาลเมืองบางกร่าง)
- Thị trấn Bang Si Mueang (tiếng Thái: เทศบาลเมืองบางศรีเมือง)